# Ingebrigt Johansson
 (juin 2017).
Si vous disposez d'ouvrages ou d'articles de référence ou si vous connaissez des sites web de qualité traitant du thème abordé ici, merci de compléter l'article en donnant les références utiles à sa vérifiabilité et en les liant à la section « Notes et références ».
Pour les articles homonymes, voir Johansson.
Ingebrigt Johansson (24 octobre 1904, Narvik – 24 avril 1987, Oslo) est un mathématicien norvégien. 
Il a développé le système de logique symbolique connu sous le nom de logique minimale.